# Падре (остров)
Падре (англ. Padre Island) — остров на южном побережье штата Техас Соединённых Штатов Америки. Самая длинная пересыпь в мире. Падре знаменит белыми песчаными пляжами, расположенными на юге острова. Назван в честь Падре Хосе Николаса Балли (1770—1829), основавшего первую миссию на территории современного округа Кэмерон.
Остров включён в состав территорий округов Камерон, Кенеди, Клеберг, Нуэсес и Уилласи.

## География

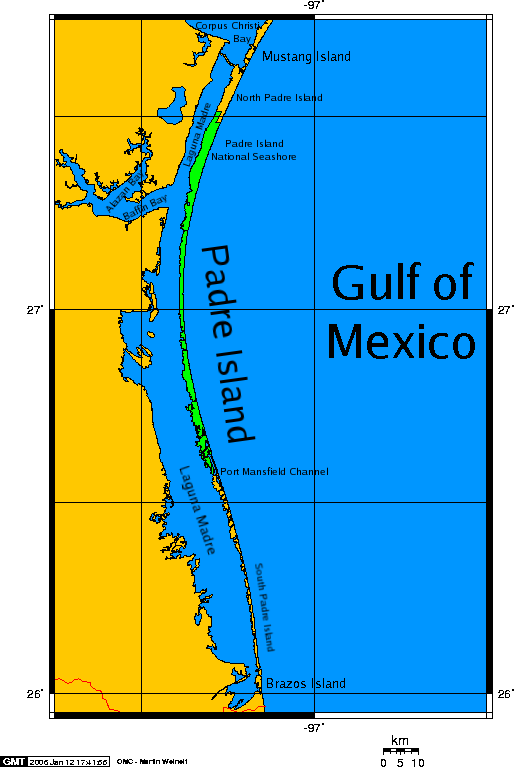
Карта острова

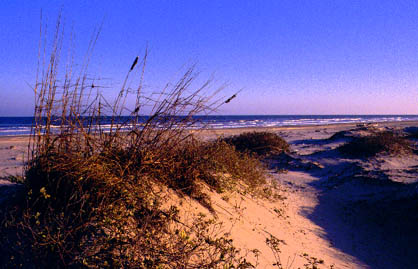
Песчаные дюны острова Падре на закате

Остров Падре является вторым по площади в континентальных штатах после острова Лонг-Айленд. Протяжённость острова составляет около 209 км. Вытянутый преимущественно с севера на юг, он отделяет лагуну Мадре на западе от Мексиканского залива на востоке. На севере остров соединяется дорогой с островом Мустанг. С юга он отделен от острова Бразос проливом Бразос-Саньтьяго.
В 1964 году канал Порт-Мэнсфилд разделил остров надвое, в связи с чем в настоящее время часто используются названия «Северный остров Падре» и «Южный остров Падре».
Хотя города Саут-Падре-Айленд и Порт-Изабел расположены в южной части острова, практически на всей его территории проживают люди. Лишь центральная часть, являющаяся заповедником, сохранила нетронутый человеком природный вид.